# Kerstin Ljungström
Kerstin Elisabeth Gölinsdotter Ljungström, född 29 augusti 1996, är en svensk sångare, låtskrivare och musikproducent.

## Biografi
Ljungström är uppväxt i Bollnäs, och som 16-åring flyttade hon till Stockholm för att gå Rytmus musikgymnasium i Stockholm. Därefter studerade hon ett år i Örnsköldsvik på yrkesutbildningen Musikmakarna.
Innan hon debuterade som artist 2022 arbetade hon under tio år som låtskrivare och musikproducent till andra artister. Inledningsvis praktiserade Ljungström hos producenterna Magnus Lidehäll, Vincent Pontare och Salem Al Fakir. Hon har sedan producerat och skrivit låtar åt bland andra Daniela Rathana, SHY Martin, Agnes, Seinabo Sey och Estraden. Hon har även spelat med artister som Victor Leksell, Ellen Krauss och Vargas & Lagola. År 2020 nominerades hon till Årets Rookie Producent/Låtskrivare på Denniz Pop Awards. Vid Grammisgalan 2022 tilldelades hon en Grammis i kategorin Bästa kompositör för Agnes album Magic Still Exists. Med debutalbumet Till dig nominerades hon till Årets pop, Årets kompositör och Årets producent vid Grammisgalan 2024.
Ljungström gav år 2022 ut egna debut-EP:n "7856". Följande år släppte hon albumdebuten Till dig. Ljungström skriver känslosam popmusik på svenska.
Under hösten 2024 kommer Ljungström att vara en av deltagarna i den femtonde säsongen av TV4:s underhållningsprogram Så mycket bättre.
Ljungström har ett förhållande med låtskrivaren och producenten Fanny Hultman som hon även skrivit musik tillsammans med.